# 奧揚泰坦博區

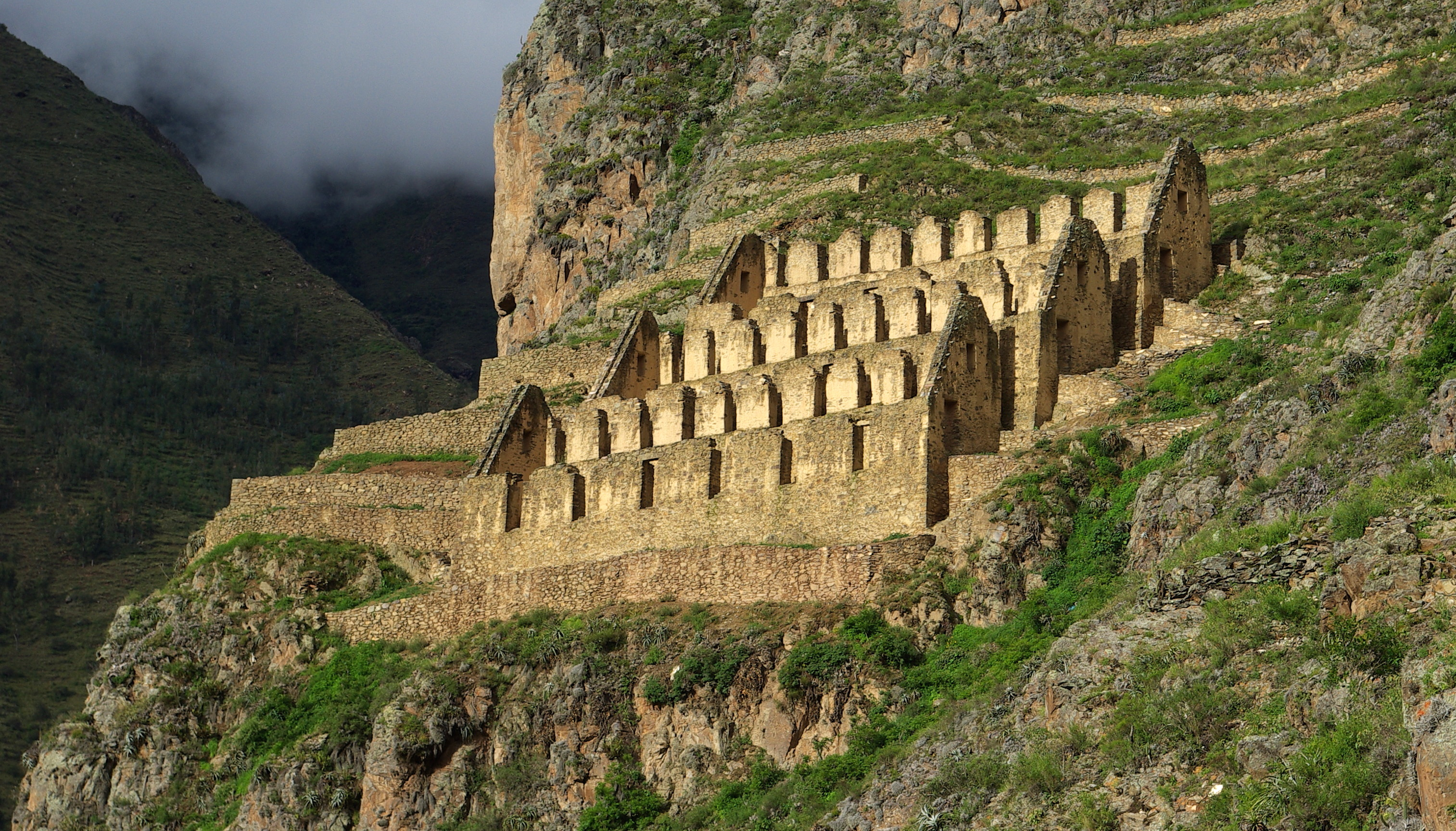

奧揚泰坦博區（西班牙語：Distrito de Ollantaytambo），是秘魯的一個區，位於該國南部庫斯科大區的烏魯班巴省，始建於1857年1月2日，面積640.25平方公里，海拔高度2,846米，2005年人口9,828，人口密度每平方公里15人。